# Регіон Канто
Регіон Канто (яп. 関東地方 канто тіхо/чіхо, «район [земель] на Схід від застави») — регіон Східної Японії на острові Хонсю. Центр регіону —Токіо.

## Префектури
| Прапор | Префектура | Населення  | Адмінцентр | Мапа |
| ------ | ---------- | ---------- | ---------- | ---- |
|        | Ґумма      | 1,939,110  | Маебасі    |      |
|        | Ібаракі    | 2,854,131  | Міто       |      |
|        | Канаґава   | 9,201,825  | Йокогама   |      |
|        | Сайтама    | 7,338,536  | Сайтама    |      |
|        | Токіо      | 14,047,594 | Токіо      |      |
|        | Тотіґі     | 1,933,146  | Уцуномія   |      |
|        | Тіба       | 6,284,480  | Тіба       |      |

## Населення
Чисельність населення, станом на 2020 рік, налічує 43 653 441 особа.